# Mulgarrie
Mulgarrie is een spookdorp in de regio Goldfields-Esperance in West-Australië.

## Geschiedenis
In 1895 vonden de gebroeders Tony en Paddy Hayes, en Arthur Haisthorpe rijkelijke hoeveelheden goud in de streek. Er ontstond een kleine goldrush en al gauw zochten een duizendtal goudzoekers er naar goud.
In Londen werd de onderneming 'Hit or Miss Proprietary' opgericht en geld op de beurs opgehaald. In West-Australië werd een dagbouwgoudmijn ontwikkeld, een ertsverwerkingsmachine geïnstalleerd en 125 mijnwerkers tewerkgesteld.
Landmeter Beasley raadde de overheid in 1896 aan er een dorp te stichten en het 'Hayes Find' te noemen. Een jaar later werd het dorp officieel gesticht maar het kreeg de aboriginesnaam Mulgarrie. De betekenis van de naam is niet bekend.
De goudmijn kende een aantal rijke aders maar veel onvruchtbare plaatsen. 'Hit or Miss' ging in 1899 in verheffing en werd tot de 'Phoenix Gold Mining Company' omgevormd. Een jaar later ging de goudmijn toch toe. In 1904 sloot de laatste drinkgelegenheid de deuren.
F.T. Buhlmann en enkele inwoners van Boulder kregen de ertsverwerkingsmachine in handen en zette de zoektocht naar goud voort. In 1908 vond Pratt nog een rijke goudader. In 1910 waren er nog twee hotels actief. Buhlmann en zijn ploeg zochten nog naar goud tot in de jaren 1930. De verlaten goudmijn bleef ook later nog sporadisch goudzoekers aantrekken.

## 21e eeuw
Mulgarrie maakt deel uit van het lokale bestuursgebied (LGA) City of Kalgoorlie-Boulder, waarvan Kalgoorlie de hoofdplaats is. De regio staat bekend om zijn goudmijnindustrie. Ook rondom het verlaten Mulgarrie wordt nog naar goud gezocht.

## Ligging
Mulgarrie ligt 633 kilometer ten oostnoordoosten van de West-Australische hoofdstad Perth, 100 kilometer ten zuidzuidoosten van het aan de Goldfields Highway gelegen Menzies en 57 kilometer ten noorden van Kalgoorlie.

## Klimaat
De streek kent een warm woestijnklimaat, BWh volgens de klimaatclassificatie van Köppen.